# Sacred Harp
Sacred Harp eller "shape-note singing" är en amerikansk körtradition som sjunges a cappella i fyra stämmor med hjälp av formnotskrift. Namnet kommer från The Sacred Harp (1844) som är den i särklass mest populära sångboken i sitt slag.
Traditionen har sitt ursprung i en musikstil som utvecklades i Nordamerika, särskilt i New England, mellan 1770 och 1820. Musiken kännetecknas av stadig rytm, en högljudd sångstil och en egalitär praxis. Musiken är intimt kopplad till sångböcker tryckta i den sortens relativsystem som kallas "shape-notes" eller formnotskrift.
Under mitten av 1800-talet försvann formnotering och den anknutna musiktraditionen från städerna, men behöll en stark ställning i den lantliga södern. Under 1900-talet var tradition utdöende, men fick under 1990-talet och framåt ett uppsving i de amerikanska städerna. Under 1990-talet spreds användningen av The Sacred Harp till England, och vidare under 2000-talet till resten av Europa. Nu finns det Sacred Harp-grupper i Storbritannien, Irland, Tyskland, Polen, Frankrike och Norge. I Sverige har det funnits en Sacred Harp grupp i Uppsala sedan september 2015.